# Villa syphax
Villa syphax är en tvåvingeart som först beskrevs av Fabricius 1798.  Villa syphax ingår i släktet Villa och familjen svävflugor. Inga underarter finns listade i Catalogue of Life.